# Karel van Pruisen (1916-1975)

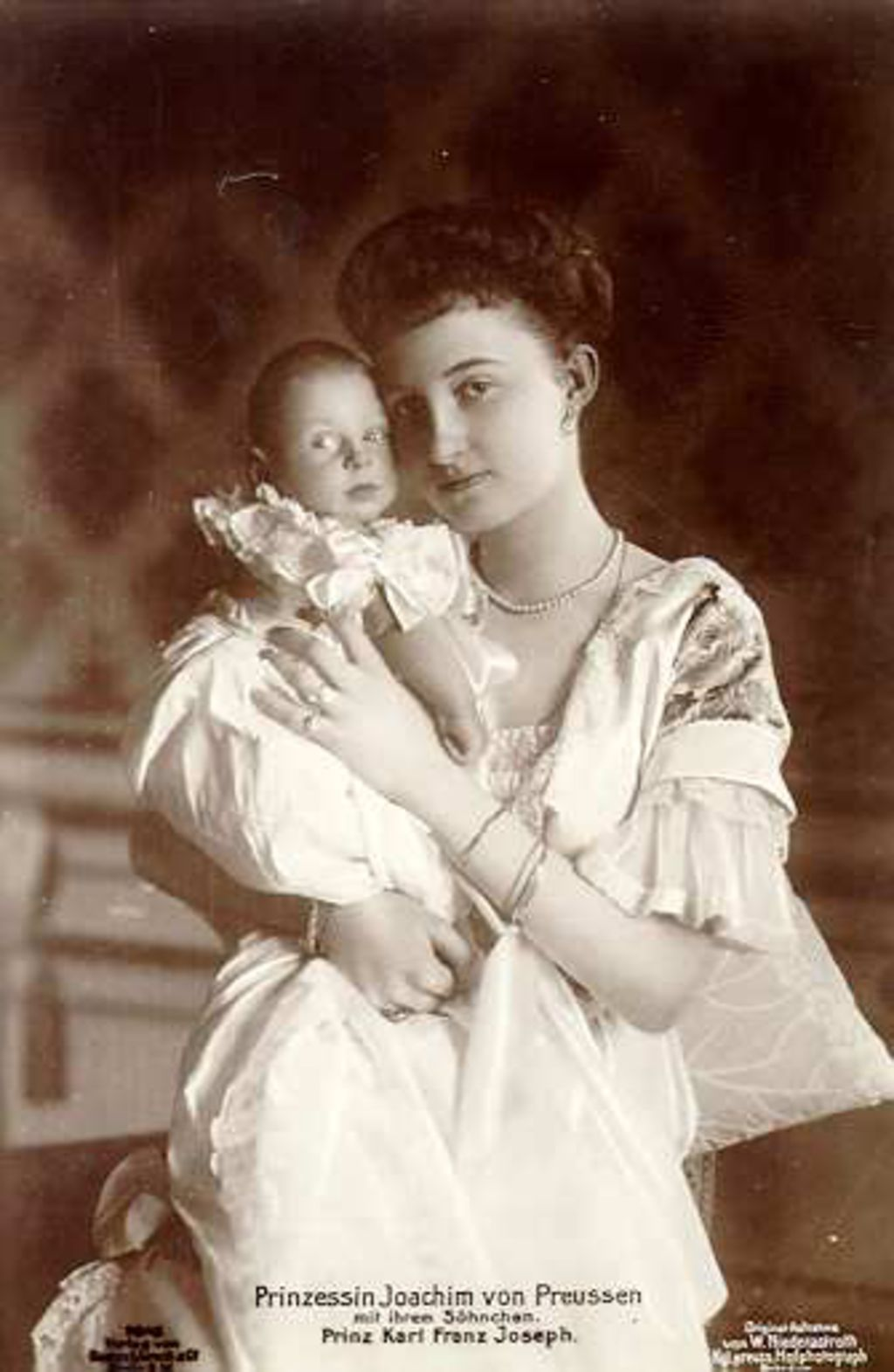
Prins Karel op de arm van zijn moeder, Marie Auguste van Anhalt

Karel Frans Jozef Willem Frederik Eduard van Pruisen (Potsdam, 15 december 1916 - Arica, 23 januari 1975) was een Pruisische prins uit het huis Hohenzollern.
Hij was het enige kind van prins Joachim van Pruisen (de jongste zoon van keizer Wilhelm II van Duitsland en keizerin Augusta Victoria) en diens vrouw Marie Auguste van Anhalt (een dochter van hertog Eduard van Anhalt). 
Op 1 oktober 1940 trad hij op Huis Doorn in het huwelijk met Henriette van Schönaich-Carolath de jongste dochter uit het eerste huwelijk van Hermine van Reuss oudere linie, die op dat moment getrouwd was met de opa van de bruidegom, keizer Wilhelm II. Het paar kreeg drie zonen:
- Frans Willem, die later zou trouwen met de Russische troonpretendente Maria Vladimirovna Romanova (1943)
- Frans Jozef van Pruisen (1943-1943), tweelingbroer van de voorgaande
- Frans Frederik (1944)

Karel en Henriette scheidden in 1946. In datzelfde jaar hertrouwde hij met Luise Hartmann (1909-1961), van wie hij geen kinderen kreeg. Dit huwelijk strandde in 1959. Op 20 juli van datzelfde jaar hertrouwde Karel in Lima met Eva Maria Herrera Valdeavellano (1922-1987). Zij kregen twee dochters:
- Alexandra Marie (1960)
- Désiree (1961)